# Buvattnet (Hjärtums socken, Bohuslän)
Buvattnet är en sjö i Lilla Edets kommun i Bohuslän och ingår i Bäveåns huvudavrinningsområde.